# Friedrich Moser (Dokumentarfilmer)

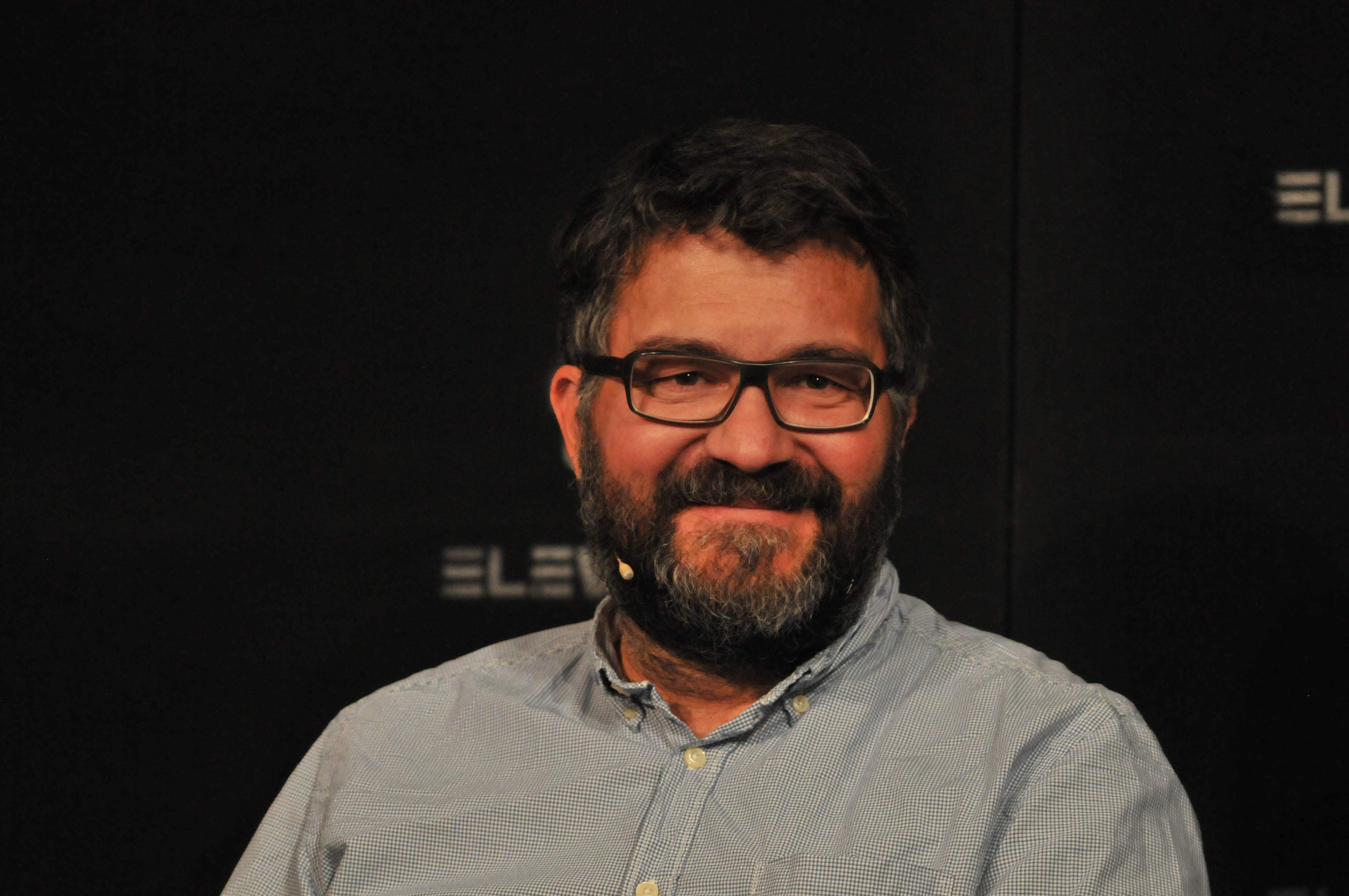
Friedrich Moser (2016)

Friedrich Moser (* 7. Dezember 1969 in Gmunden) ist ein österreichischer Filmemacher und Journalist.

## Leben
Nach seiner Schulzeit am Stiftsgymnasium Kremsmünster studierte Friedrich Moser Geschichte und Germanistik in Salzburg und Bilbao. Seine berufliche Karriere begann er 1998 als TV-Journalist in Bozen, Südtirol. Seit 1999 arbeitet Moser zumeist als Autor, Regisseur, Produzent und Kameramann und ist Macher von über 20 Dokumentationen, darunter der Kinofilm The Brussels Business über den Mangel an Transparenz und den Einfluss von Lobbyisten auf den Entscheidungsfindungsprozess in der Europäischen Union. Mosers zweiter internationaler Dokumentarfilm A Good American handelt vom Codebreaker William „Bill“ Binney, der das bahnbrechende Überwachungsprogramm ThinThread entwickelte, das jedoch vor der Implementierung von der National Security Agency (NSA) gestoppt wurde. 2001 gründete er seine eigene Filmproduktionsfirma, blue+green communication. Seine Fernsehdokumentation Terrorjagd im Netz wurde 2018 für den Grimme-Preis nominiert. 
Neben seiner Arbeit als Filmemacher lehrt Friedrich Moser am Department für Wirtschafts- und Sozialgeschichte der Universität Wien sowie an der Oberschule für Werbegrafik in Brixen.

## Filmografie

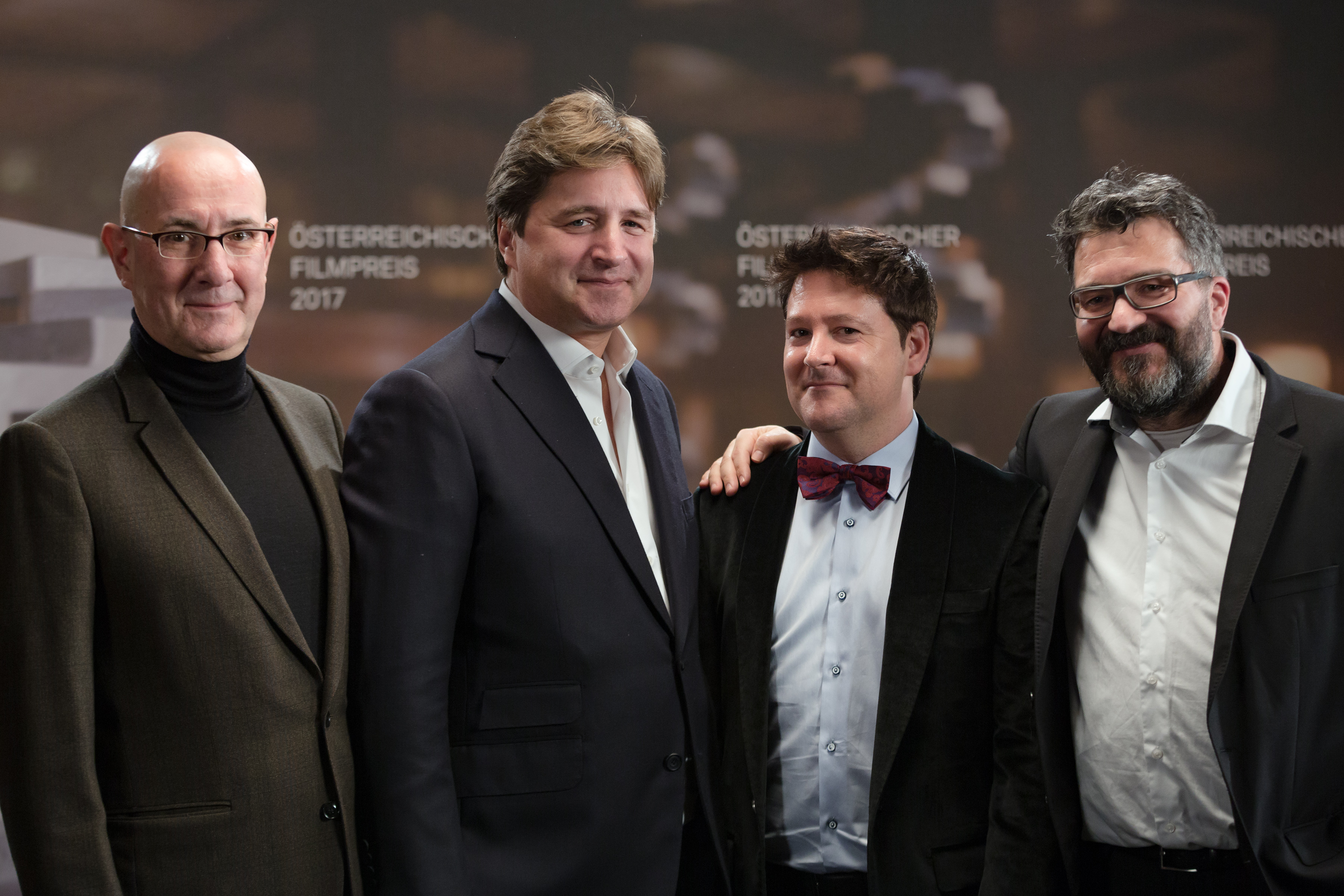
Moser (r.) mit dem Produzenten Michael Seeber sowie den Komponisten Guy Farley und Christopher Slaski von A Good American (2017)

- 2002: Die Franzensfeste – Eine Festung und ihre Geschichte (Fernsehdokumentation)
- 2012: The Brussels Business
- 2014: Die Felsenbilder des Val Camonica (Fernsehdokumentation)
- 2014: Im Labyrinth der Lichter (Fernsehdokumentation)
- 2016: A Good American
- 2017: Terrorjagd im Netz (Fernsehdokumentation)[3]
- 2019: Bier – der beste Film der je gebraut wurde
- 2024: How to Build a Truth Engine

## Auszeichnungen
- 2018: Nominiert für den Grimme-Preis für Terrorjagd im Netz[4]
- 2021: Gewinner der Saphira Newcomer/Independent für Bier! Der beste Film der je gebraut wurde Biennale Bavaria International[5]